# Boro Grubišić
Boro Grubišić (ur. 25 listopada 1952 w Sovići) – chorwacki polityk i lekarz chirurg, poseł krajowy i obserwator w Parlamencie Europejskim (2012–2013).

## Życiorys
Urodził się na terenie dzisiejszej Bośni i Hercegowiny, w 1959 przeniósł się do Slavonskiego Brodu.
Ukończył studia na Wydziale Medycznym Uniwersytet w Zagrzebiu. Specjalizował się w zakresie chirurgii. Pracował w szpitalu w Slavonskim Brodzie jako ordynator oddziału traumatologii i dyrektor ds. jakości.
W 1993 zaangażował się działalność polityczną w ramach Chorwackiej Partii Chłopskiej, w 2001 został jej szefem w mieście. W 2005 lokalne struktury partii sprzeciwiły się koalicji z Socjaldemokratyczną Partia Chorwacji, w efekcie czego zostały rozwiązane, a członkowie wyrzuceni z HSS. Początkowo został przewodniczącym ugrupowania Akcija Hrvatske Republikanske Seljačke Stranke, następnie przystąpił do Chorwackiego Demokratycznego Sojuszu Slawonii i Baranji. W 2007 i 2011 uzyskiwał z jej ramienia mandat w Zgromadzeniu Chorwackim, był tam m.in. wiceprzewodniczącym komisji ds. kontaktów z Chorwatami za granicą. Od kwietnia 2012 do czerwca 2013 miał status obserwatora w Parlamencie Europejskim. W tym gremium zasiadł w Komitecie ds. Rolnictwa i Rozwoju Wsi, pozostał deputowanym niezrzeszonym. W 2013 bez powodzenia ubiegał się o mandat eurodeputowanego. W 2015 został wykluczony z partii, wycofał się wówczas z życia politycznego.